# برده‌داری سرخ‌پوستان آمریکا
بردگان آفریقایی‌ای از دوره استعمار تا جنگ داخلی ایالات متحده در مالکیت بومیان آمریکایی بودند. با توجه به اینکه برده داری در ایجاد و ساخت آمریکا نقش بسزایی داشت، تعاملات بین سرخ پوستان و بردگان آفریقایی در ایالات متحده قبل از جنگ داخلی پیچیده‌است. این نهاد برده داری عمدتاً به آفریقایی‌ها و سرخ‌پوستان آمریکاییِ در مالکیت نومهاجران سفیدپوست آمریکایی وابسته بود هم قبل و هم پس از این که ایالات متحده (که قبل از استقلال به عنوان مستعمرات سیزده شناخته می‌شد) از طریق جنگ انقلابی آمریکا به استقلال برسد.

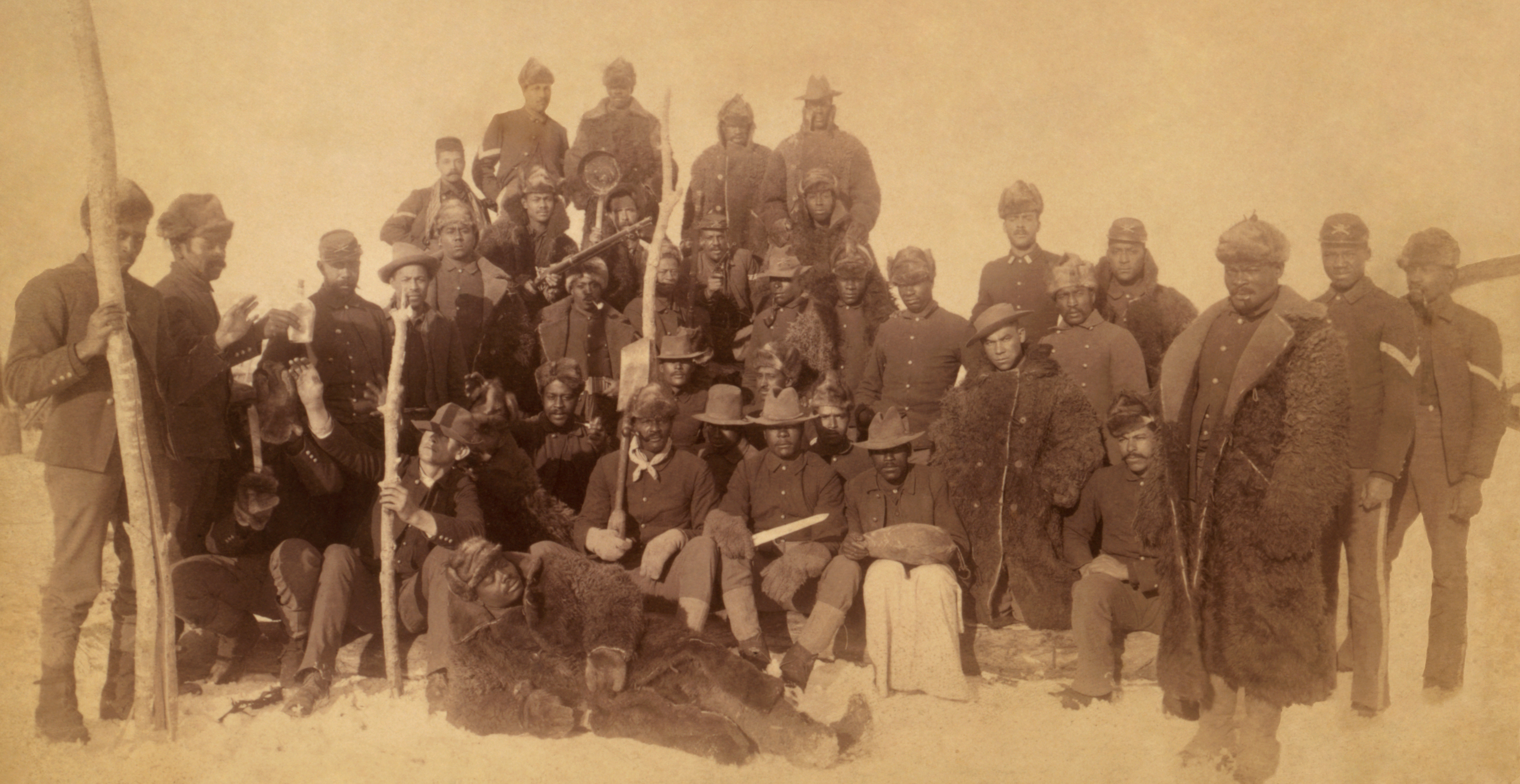
سربازان بوفالو، ۱۸۹۰. این لقب توسط قبایل سرخپوست که با آنها می‌جنگیدند به «سواره نظام سیاه» داده شد.